# Michael Waidner
Michael Waidner, né le 20 décembre 1961 à Mühlacker, est un informaticien allemand. Il est directeur du Fraunhofer Institute for Secure Information Technology et de l'ATHENE, le plus grand institut de recherche sur la sécurité informatique en Europe. Il est également professeur de sécurité des technologies de l'information au département d'informatique de l'université de technologie de Darmstadt.
Il est connu pour ses travaux sur la sécurité informatique, la protection de la vie privée, la cryptographie et la fiabilité.
Waidner a étudié l'informatique à l'université de Karlsruhe et a obtenu son doctorat en informatique en 1991. Le titre de sa thèse était Byzantine distribution without cryptographic assumptions despite any number of errors"errors, De 1994 à 2006, il a dirigé la recherche sur la sécurité informatique et la protection des données chez IBM Research - Zurich et a été l'un des initiateurs du Zurich Information Security Center à l'ETH Zurich. Il a ensuite rejoint IBM à New York, où il a été Chief Technology Officer for Security et président chairman of the IBM Security Architecture Board until September 2010,,,.